# Bram Stoker's Dracula's Curse
Bram Stoker's Dracula's Curse è un film statunitense del 2006 diretto da Leigh Scott. È un "B movie"horror prodotto da The Asylum, società specializzata nelle produzioni di film a basso costo per il circuito direct-to-video. È il sequel del film Dracula di Bram Stoker girato nel 1992.

## Trama
Stati Uniti, Rufus King e Jacob Van Helsing indagano sulle recenti aggressioni notturne ai danni di giovani ragazzi. Van Helsing comprende che gli attacchi sono eseguiti da un gruppo di vampiri che risiede in città. I vampiri sono guidati da una seducente straniera, la contessa Bathory, che spera di utilizzare gli esseri umani per nutrire il suo clan di vampiri, in crescita, e per prendere infine il controllo della città. Alla scoperta del piano, Van Helsing comincia a scovare e distruggere i vampiri uno per uno, fino a quando affronta la contessa stessa cercando di ucciderla una volta per tutte, prima che la maledizione di Dracula annienti la razza umana.

## Produzione
Il film, scritto e diretto da Leigh Scott, fu prodotto da The Asylum e girato nello Iowa nel 2006. La colonna sonora è firmata da Eliza Swenson.

## Distribuzione
Il film è stato distribuito solo per l'home video. Alcune delle uscite internazionali sono state:
- 25 aprile 2006 negli Stati Uniti (Bram Stoker's Dracula's Curse)
- 2 marzo 2007 in Giappone
- in Grecia (Bram Stocker's I katara tou Drakoula)
- in Australia (Bram Stoker's Dracula's Curse)
- in Ungheria (Drakula átka)

## Promozione
Le tagline sono:
- "A blood bath is brewing!".
- "When the underworld rises...the hunters are called.".
- "The Vampire Clans Are Restless ...".
- "Tonight the Battle for the Planet Begins!".